# George Wildman Ball

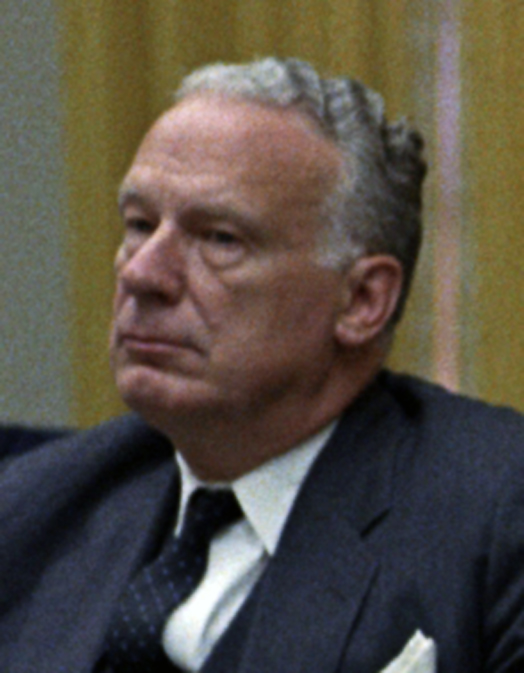
George Wildman Ball (1966)

George Wildman Ball (* 21. Dezember 1909 in Des Moines, Iowa; † 26. Mai 1994 in New York City) war ein US-amerikanischer Jurist und Diplomat.
Bekannt wurde er als Sprachrohr der Pazifismusbewegung gegen den Vietnamkrieg, als dieser in den 1960er Jahren eskalierte. Unter Präsident John F. Kennedy war er von Februar bis Dezember 1961 zunächst Unterstaatssekretär im Außenministerium der Vereinigten Staaten mit Zuständigkeit für Wirtschaftsfragen (Under Secretary for Economic Affairs). Danach stieg er zum United States Under Secretary of State auf, womit er vom 4. Dezember 1961 bis zum 30. Dezember 1966 Stellvertreter von Außenminister Dean Rusk unter den Präsidenten Kennedy und Johnson war. Vom 26. Juni bis zum 25. September 1968 fungierte er als US-Botschafter bei den Vereinten Nationen.
Die Michigan State University verlieh ihm 1976 die Ehrendoktorwürde.

## Publikationen
- George Ball: The Past Has Another Pattern: Memoirs. W. W. Norton & Company, 1983, ISBN 0-393-30142-7.
- George W. und Douglas B. Ball: The Passionate Attachment: America’s Involvement With Israel, 1947 to the Present. W. W. Norton & Company, 1992, ISBN 0-393-02933-6.